# 97th Air Mobility Wing

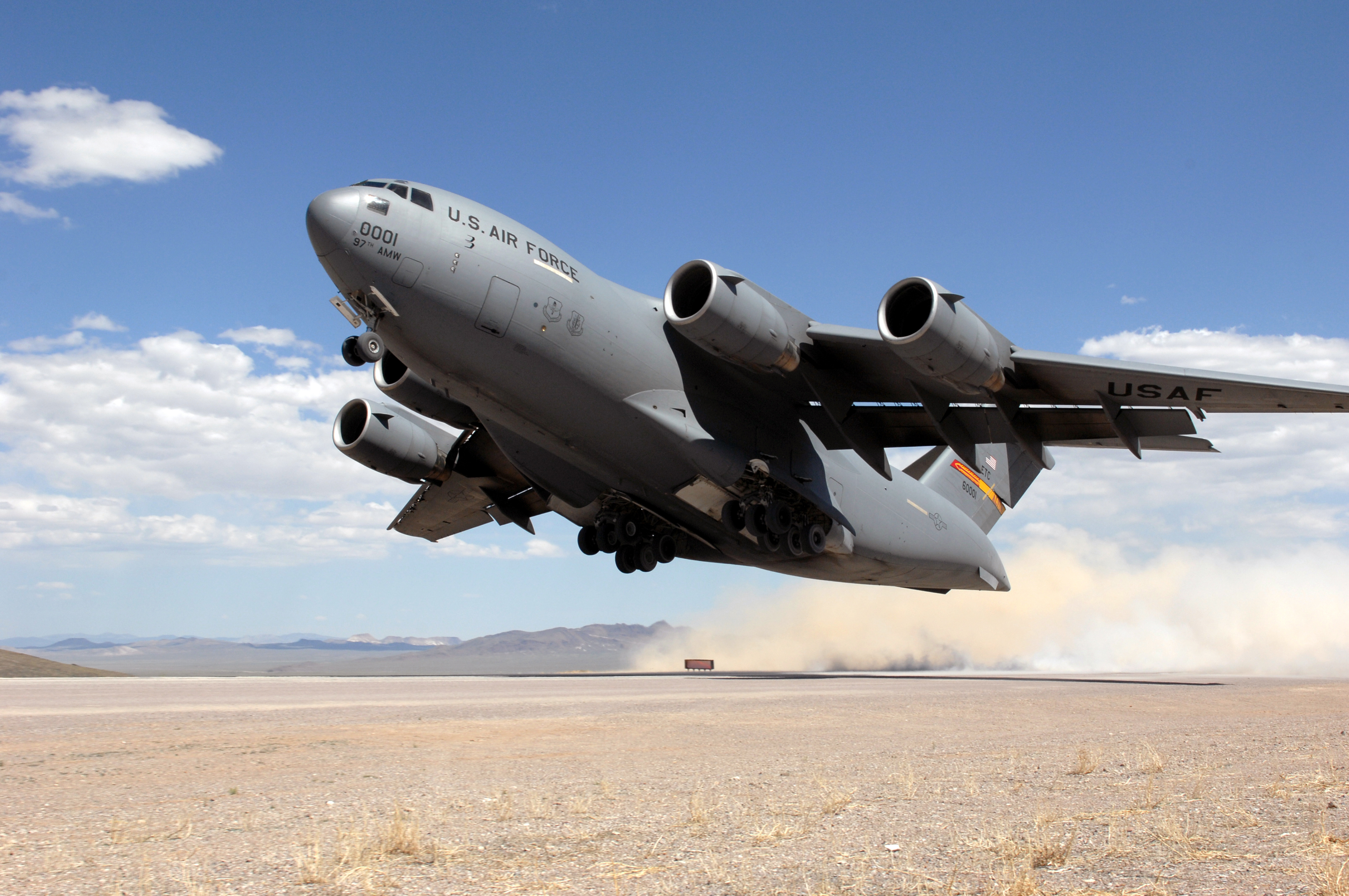
C-17A del 58th AS

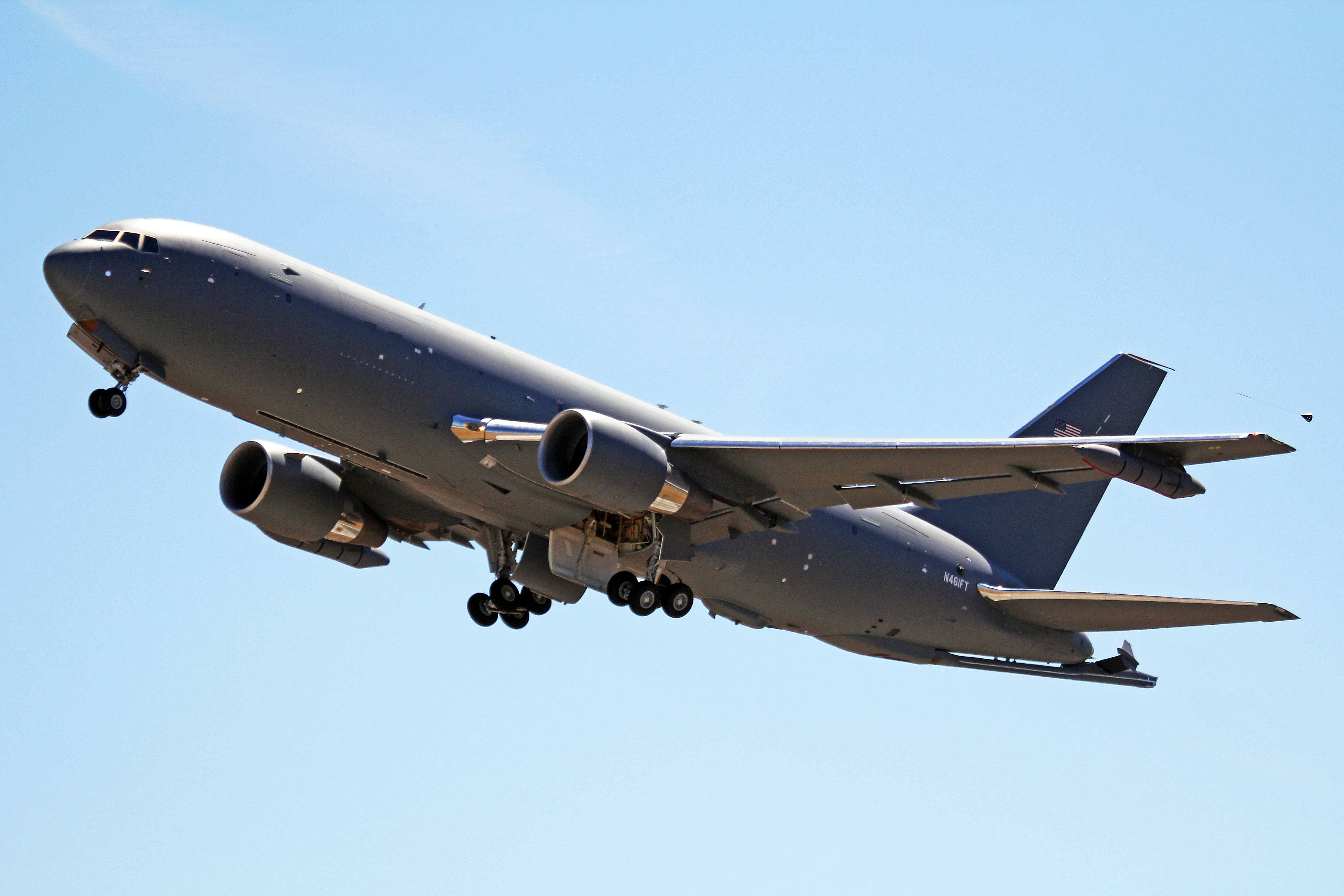
KC-46A

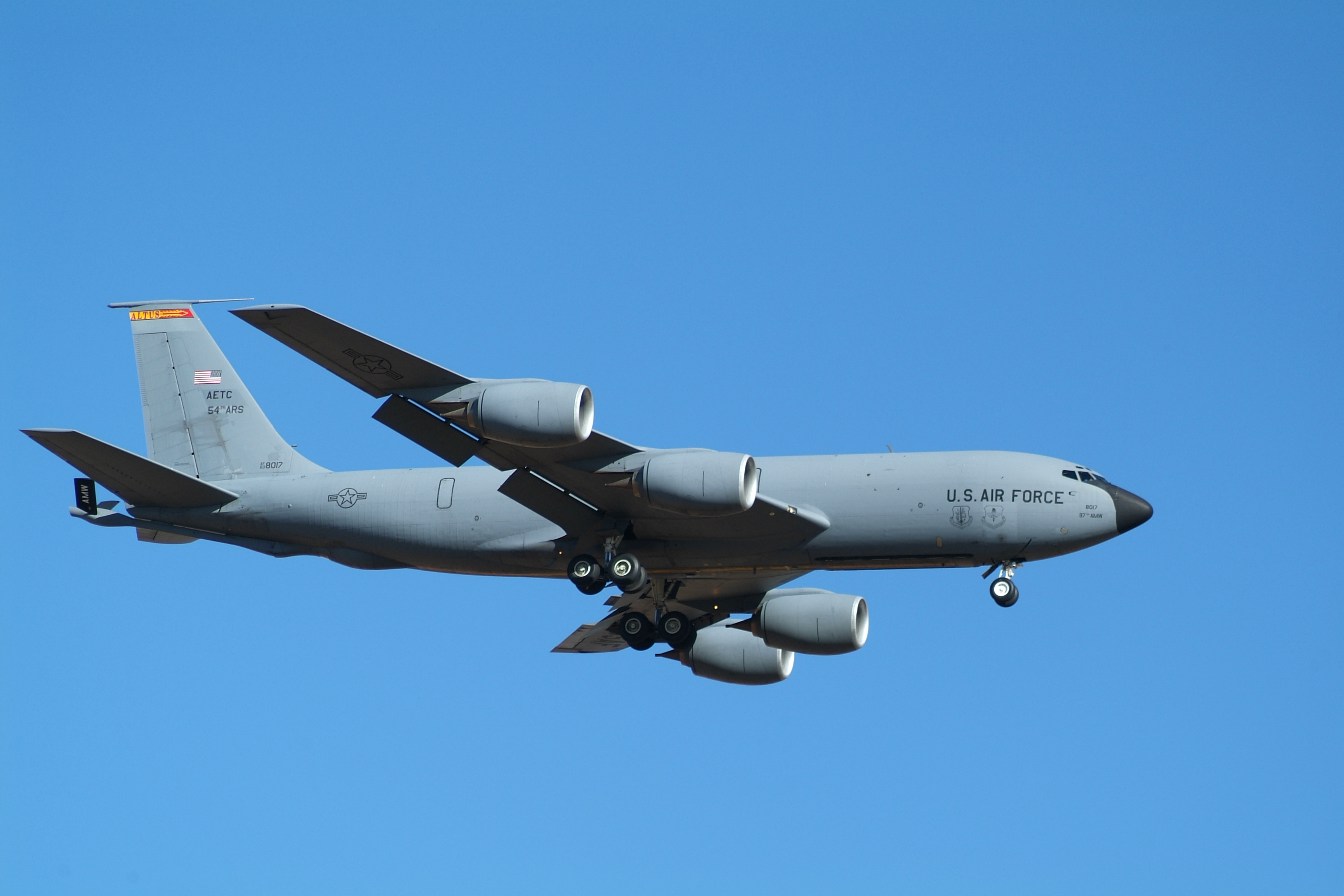
KC-135R del 56th ARS

Il 97th Air Mobility Wing è uno stormo da addestramento avanzato dell'Air Education and Training Command, inquadrato nella Nineteenth Air Force. Il suo quartier generale è situato presso la Altus Air Force Base, nell'Oklahoma.

## Organizzazione
Attualmente, al settembre 2017, lo stormo controlla
- 97th Operations Group, striscia di coda gialla con scritta ALTUS e freccia infuocata, simbolo dello stormo, rosse
  - 97th Operation Support Squadron
  -  54th Air Refueling Squadron, Formal Training Unit - Equipaggiato con 18 KC-135R
  -  56th Air Refueling Squadron, Formal Training Unit - Equipaggiato con 8 KC-46A Pegasus
  -  58th Airlift Squadron, Formal Training Unit - Equipaggiato con 18 C-17A
  - 97th Training Squadron
- 97th Maintenance Group
  - 97th Maintenance Squadron
  - 97th Maintenance Operations Flight
  - 97th Aircraft Maintenance Squadron
- 97th Mission Support Group
  - 97th Force Support Squadron
  - 97th Civil Engineer Squadron
  - 97th Security Forces Squadron
  - 97th Logistics Readiness Squadron
  - 97th Communications Squadron
- 97th Medical Group
  - 97th Medical Operations Squadron
  - 97th Medical Support Squadron